# Szilvay Réka
Szilvay Réka (Helsinki, Finnország, 1972–) magyar származású finn hegedűművész. Bár Finnországban született, jól beszél magyarul. Apjától, Szilvay Gézától, aki maga is hegedűtanár, kezdett el zenét tanulni 4 évesen. 13 évesen a Sibelius Akadémián kezdett el tanulni (Tuomas Haapanentől), majd Bécsben tanult 1992 és 1998 között.
2006-ban a Sibelius Akadémia hegedűzenei professzora lett.
A "The Irish Stradivarius" nevű hegedűn (Az ír Stradivarius) játszik, ami 1702-ben készült.
A következő zenekarokkal koncertezett már együtt:
- Mariinski Zenekar, Szentpétervár (Oroszország)
- London Philharmonic Orchestra, London (Egyesült Királyság)
- City of Birmingham Symphony Orchestra, Birmingham (Egyesült Királyság)
- Göteborg Symphony Orchestra, Göteborg (Svédország)
- Koppenhágai Filharmonikusok, Koppenhága (Dánia)
- Tonkünstler-Orchester, Bécs (Ausztria)
- Estonian National Symphony Orchestra, Tallinn (Észtország)
- Orquestra Nacional do Porto, Porto (Portugália)
- Orchestre Philharmonique de Strasbourg, Strassburg (Franciaország)

## Diszkográfia
- Antonio Vivaldi 7 évszaka: Jaakko Kuusisto, Csaba & Géza Szilvay, Réka Szilvay, The Helsinki Strings, Finlandia-Warner Records, 2001

## Honlapja
- www.rekaszilvay.com

## Fordítás
- Ez a szócikk részben vagy egészben  a   Réka Szilvay című finn Wikipédia-szócikk ezen változatának fordításán alapul.  Az eredeti cikk szerkesztőit annak laptörténete sorolja fel. Ez a jelzés csupán a megfogalmazás eredetét és a szerzői jogokat jelzi, nem szolgál a cikkben szereplő információk forrásmegjelöléseként.